# Bukan chilijski
Bukan chilijski (Nothofagus antarctica (G.Forst.) Oerst.) – gatunek rośliny z rodziny bukanowatych (Nothofagaceae). Występuje naturalnie w Chile (od przylądka Horn po północną część kraju) i południowej Argentynie. Rośnie między innymi na Ziemi Ognistej. Ponadto bywa uprawiany. Do Europy został sprowadzony w 1830 roku. W Chile występuje pod lokalną nazwą nirre.

## Morfologia

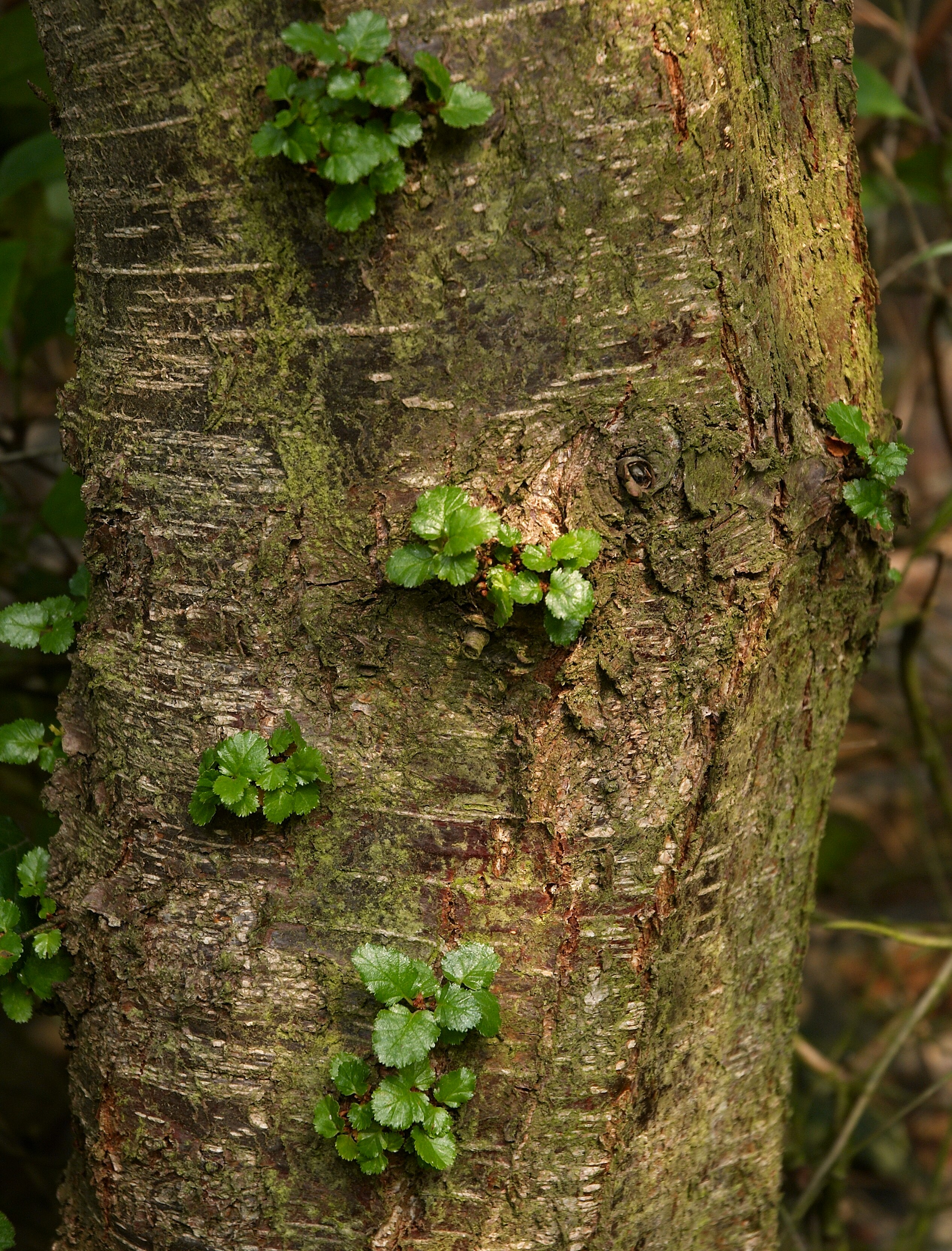
Pień

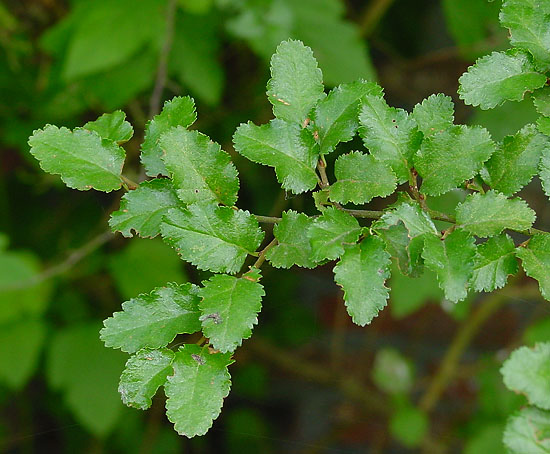
Liście

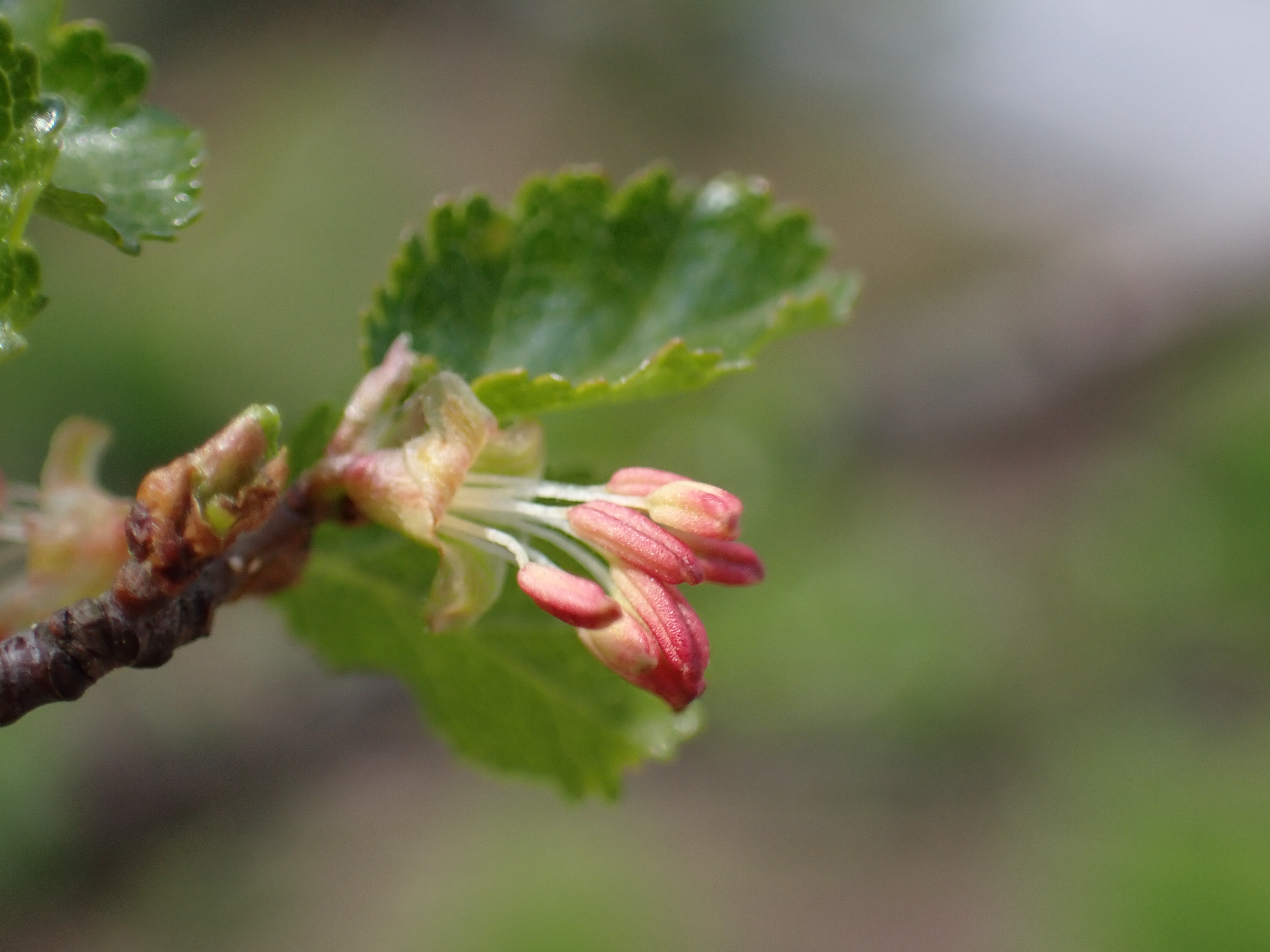
Kwiat męski

PokrójZrzucające liście drzewo lub krzew. Dorasta do 15 m wysokości i 10 m szerokości. Pokrój jest kolumnowy i szeroki. Korona drzewa jest luźna i nieregularna. Kora ma ciemnoszarą barwę, z wiekiem staje się łuskowata. Pędy są drobne i nieregularne. Pąki liściowe mają jajowaty kształt i brązowo-czerwona barwę.
LiścieUlistnienie jest naprzemianległe. Liście są pojedyncze, ciemne i błyszczące. Rozwijają się wcześnie. Blaszka liściowa jest pofałdowana, pomarszczona i ma owalny kształt. Mierzy 1,5–2,5 cm długości oraz 1–2,5 cm szerokości, jest podwójnie tępo ząbkowana na brzegu, ma nasadę od zaokrąglonej do uciętej lub sercowatej i tępy wierzchołek. Ma 3–5 par nerwów. Liście po roztarciu wydzielają słodki zapach cynamonu i mydła. Jesienią przebarwiają się na kolor od żółtego po czerwony. Ogonek liściowy jest nagi i ma 2 mm długości.
KwiatySą niepozorne, jednopłciowe, zwisające, mają zielonkawą lub czerwonawą barwę, dorastają do 3 mm średnicy. Kwiaty męskie są pojedyncze lub zebrane po 2–3 w kwiatostany, rozwijają się w kątach liści.
OwoceOrzechy o brązowej barwie, osiągające 3–4 mm średnicy. Osadzone są po 3 w kupulach mierzących 4–6 mm długości. Kupule powstają ze zrośnięcia czterech liści przykwiatowych.
Gatunki podobneRoślina podobna jest do gatunku N. fusca, który jednak różni się blaszką liściową pojedynczo ząbkowaną na brzegu.

## Biologia i ekologia
Charakteryzuje się szybkim wzrostem. Rośnie w lasach zrzucających liście, na bagnach, stepach oraz zboczach górskich. Występuje na wysokości do 2000 m n.p.m. Kwitnie późną wiosną. Kwiaty zapylane są przez owady.

## Zastosowanie
Gatunek ten jest uprawiany w północno-zachodniej Europie.